# Philoganga vetusta
Philoganga vetusta là loài chuồn chuồn trong họ Philogangidae. Loài này được Ris mô tả khoa học đầu tiên năm 1912.